# Microsoft Silverlight
Microsoft Silverlight（マイクロソフト・シルバーライト）は、マイクロソフトが開発したウェブブラウザ用のアプリケーション開発フレームワーク。同技術を利用したプログラムをウェブブラウザ上で動作させるためのプラグインの名称でもある。2021年10月12日でサポートが終了した。

## 概要
Silverlightは当初WPF/E（Windows Presentation Foundation / Everywhere）と呼ばれていたアニメーション・ベクターグラフィックスの表示や音声・動画再生などの機能を備える、いわゆるリッチインターネットアプリケーション（RIA）プラットフォームで、Windows Presentation Foundationのサブセットの技術として発表された。
RIAプラットフォームとしての特長はWindows Presentation Foundationのサブセットとして位置づけられているように、開発環境や開発スキルに.NET Frameworkを生かせるところにある。WPFと同様にユーザー インターフェイスはXAMLで定義し、ロジックはVisual Basic .NET、C#のほか、JScript .NET、IronRuby、IronPythonなどの動的プログラミング言語など、各種 .NET Framework上で動く言語に対応する。
ウェブブラウザはInternet Explorerでは現在も利用可能だが、Microsoft Edge、Google Chrome 45以降、Firefox 52以降、Opera 20以降、及びLinuxやAndroidやiPhone上の主要ブラウザ等では利用不可能となっている。
Windows Phone 7のアプリケーション開発フレームワークとして採用されていた。Silverlight 5からはXbox 360にも対応させるという話もあったが、結局対応させなかった。
Silverlightでは、動画再生で利点が多い。たとえば、広く利用されているWindows Media Video形式やH.264形式の動画ファイルを扱える点、IIS 7の拡張機能であるSmoothStreamingを利用して、テレビに近い感覚で動画をザッピングできる点（視聴者の再生環境の帯域と CPU の負荷状況に応じて、適切なビットレートの動画ファイルが配信される）、PlayReadyと呼ばれる同社の DRM 技術を採用している点などがあげられる。PlayReadyは既存のWMDRMとも互換性があるので、WMDRMで暗号化されている動画ファイルは再エンコードや再暗号化をすることなく、Silverlightで再生することができる。

## バージョン

### Silverlight 1
Silverlight 1.0は2007年9月6日に公開された。JavaScriptを利用したプログラムのみに対応していた。Silverlight 1.1では共通言語ランタイム（CLR）や動的言語ランタイム（DLR）を利用したプログラミングに対応し、JavaScriptだけでなく.NETや動的言語によってアプリケーションを開発に対応する予定であったが、Silverlight 1.1はアルファ版までの公開にとどまった。

### Silverlight 2
Silverlight 2は2008年10月14日に公開された。このバージョンから小数点表記がなくなった。

### Silverlight 3
Silverlight 3は2009年7月11日に公開された。2009年3月18日（日本時間）にSilverlight 3のベータ版が公開された。また、ブラウザーのプラグインでありながら、デスクトップアプリケーションのように動作させられるOut Of Browserと呼ばれる機能が実装されている。表現力の面では、Silverlight 3になって疑似3Dやエフェクトをサポートし、Flash Playerに近づいた。DeepZoomやPhotosynthは他のRIAプラットフォームにはない特徴的な機能である。

### Silverlight 4
Silverlight 4は2010年4月16日に公開された。PDC09でSilverlight 4が発表され、同日からベータ版の提供が開始された。MIX10でRC版が発表された。Silverlight 4の主な新機能は、Webカメラ、マイクのサポート、オフラインのDRM対応、マルチキャストストリーム、コピー・アンド・ペースト、ドラッグ・アンド・ドロップ、マウスホイール、右クリック、印刷のサポートなど。さらに、ブラウザー外実行と呼ばれる機能が拡張されており、使用者権限の昇格モード（信頼されたアプリケーション）を備えることによって、ローカルファイルへのアクセスやアプリケーション内でのHTMLレンダリング、COMオートメーションなどがサポートされる。

### Silverlight 5
2011年12月6日に公開された。
Silverlight 5では以下のような機能が含まれる。
- 動画のハードウェア アクセラレーション
- メディア コンテンツの変速再生（機能名：トリックプレイ）
- パワー マネージメント
- リモート コントロール
- 文字の表示の改善とOpenType機能の完全対応
- 印刷機能の強化
- グラフィックのハードウェア アクセラレーション
- アウトオブブラウザー機能の強化
- 自動UIテストの対応
- 起動の高速化と、Internet Explorer 9のハードウェア アクセラレーション機能の対応
- 64ビット版ブラウザーの対応

米国時間2011年4月4日にSilverlightチームは2011年4月12日から14日までラスベガスで開かれたMIXでSilverlight 5ベータを発表する予定であることを明らかにした。
2012年5月8日にSilverlight 5.1をリリース。

## 開発の終焉
Silverlight 5をもって、Silverlightの開発終了の可能性が報道された。サポート期限はリリースの10年後の2021年10月12日で、従来のバージョンよりもはるかに長い。ただし、未来の全てのウェブブラウザをサポートするわけではないとしている。Silverlight 4のサポート期限はすでに終了している。
そして、予定通りHTML Living Standard（HTML5の後継）に移行する形で2021年10月12日にサポートが終了した。

## 普及率
2009年11月19日にはPDC09（Professional Developers Conference 2009）の基調講演において、「さまざまな有力なイベントの動画中継を担当することで、Silverlightの普及率は上がっている。2008年夏の時点で33%だった普及率が、現在では45%まで向上した」と発表されている。
2010年3月16日のMIX10の基調講演では、前年のPDC09のときに45%だった普及率は「いまは60%に近づくほど勢いが加速している」と発表された。
RIAStats.comの調査では、2011年3月2日時点における日本のSilverlightの普及率は約80%となっていた。

## Moonlight
Moonlightは.NET Frameworkのオープンソース実装であるMonoの開発プロジェクト主導により開発が行われているMicrosoft Silverlightのオープンソース実装である。MoonlightはSilverlight 2に基づいている。ただし、Monoプロジェクトはオープンソースであるため、Moonlight単体でDRM保護コンテンツがサポートされる見込みはない。DRM対応プレイヤーをオープンソースで実装することはDRMの技術的意義に馴染まないからである。

## 藍澤光
マイクロソフト台湾法人がMicrosoft Silverlightのプロモーションのために作った美少女キャラクター。